# Ute Schiran
Ute 'Manan' Schiran (* 5. September 1946 in München als Ute Siebauer-Breböck; † 4. September 2013 in Portugal) war eine deutsche Autorin. Sie gilt als eine einflussreiche Vertreterin der spirituellen Frauenbewegung und vertrat insbesondere deren lesbische Perspektive.

## Leben
Schiran studierte zunächst Medizin. 1979 war sie Mitgründerin der Münchner „Beratungsstelle für natürliche Geburt und Elternsein in München e. V.“ 1980 lebte sie mit weiteren Frauen, die sich selbst als Schiran-Frauen bezeichneten, als Selbstversorgerinnen erst in Niederbayern, später in der Eifel, Cornwall und weiteren Orten. 1984 zogen die Frauen als lesbische Gemeinschaft auf der Schwäbischen Alb auf verschiedene Höfe. Dies bezeichneten sie als „Politik der Antwortlosigkeit auf herrschende Strukturen“, was von anderen Feministinnen kritisiert wurde. Bis 1990 schrieb Schiran fünf esoterisch-fantastische Bücher, eines davon mit den Frauen der Gemeinschaft, die die spirituelle Frauenbewegung beeinflussten und auch im Ausland rezipiert wurden. Die Schiran-Frauen gaben außerdem Workshops zu spiritueller Praxis. 1988 bezeichnete Josef Nyáry sie als eine der renommiertesten deutschen Hexen.
1991 verfasste sie das Vorwort zur Neuauflage von Gisela Graichens Die neuen Hexen, nachdem sie zuvor bereits als Interviewpartnerin im Buch erschienen war.
Schiran war Mutter einer Tochter und eines Sohnes. Sie lebte mit ihrer Partnerin Rita Hagelstange im Alentejo in Portugal. Vor ihrem Tod 2013 wurde Schiran als eine von drei Personen mit alternativen Lebenskonzepten in der Dokumentation Von Hier Aus von Johanna Kirsch und Katharina Lampert begleitet. In der Dokumentation bezeichnete Schiran sich als selbsternannte Schamanin. Sie starb am 4. September 2013 einen Tag vor ihrem 67. Geburtstag.

## Veröffentlichungen
Bibliographie
- als Ute Siebauer-Breböck: Monhar oder Die Suche nach den verlorenen Zeichen. 9 Märchen für Frauen. 2. Auflage, Inanah, Sulzdorf 1984, ISBN 978-3-925531-00-2.
- mit Dorle-Margareta Schiran, Sara-Ester Langen, Jade Kress und Birgit Schiran: Mutterrecht der Sterne. Eine astrologische Reise aus gynozentrischer Sicht. Inanah, Hüttlingen 1985, ISBN 978-3-925531-01-9.
- Mein Begehren ist die Erde. Inanah, Hüttlingen 1986, ISBN 3-925531-04-1.
- Menschenfrauen fliegen wieder. Droemer Knaur, München 1988, ISBN 3-426-04171-5.
- Die Wege der Wölfin. Droemer Knaur, München 1990, ISBN 3-426-04199-5.
- Cesta vlčice – o cestě šamanky Votobia, Olomouc 1997, ISBN 80-7220-025-9.
- Am Küstensaum der Zeit. Gedanken zu einer sinnlich-spirituellen Praxis jenseits bestehender religiöser/sekulärer Systeme. Eigenverlag durch Ute Schiran 2010
- Mermaid & Lilith begegnen einander. Fragmente: Erzählt von den vier Winden. Schicht I. Eigenverlag durch Ute Schiran 2011
- Mermaid & Lilith begegnen einander. Knochengesang. Schicht II. Eigenverlag durch Ute Schiran 2011
- Mermaid & Lilith begegnen einander in Dunkelheiten. Schicht III. Eigenverlag durch Ute Schiran 2011

Essays und Beiträge
- als Ute Siebauer-Breböck: Sie kam und blieb. Magische Mühle. In: Courage. aktuelle Frauenzeitung. Sonderheft 8, 1983, ISSN 0176-1102, S. 24–26 (online).
- Die Geschichte der „Spirituellen Frauenbewegung“ In: Dalichow, Irene (Hrsg.): Zurück zur weiblichen Weisheit. Freiburg 1990, ISBN 978-3-7626-0656-7. S. 15–24.
- spinnerin, häxe, furie. möglichkeit politische(r) machens (macht) in weiblicher Sinnlichkeit/spiritualität In: Beiträge zur feministischen Theorie und Praxis. 7. Jg., Nr. 12, 1994, ISSN 0722-0189, S. 99–104.
- Was heißt tot sein – wann ist eine tot?. In: Sie ist gegangen. Geschichten vom Abschied für immer. Orlanda Verlag, Berlin 1997, ISBN 978-3-929823-46-2.
- Rückkehr zur Erde oder Sterben ist ein aktives Verb In: Lachesis, Fachzeitschrift des Berufsverbandes für Heilpraktikerinnen. Nr. 28. 2001.

## Film
- Von hier aus - oder: warum es Aussteigen nicht gibt. Johanna Kirsch, Katharina Lampert, Dokumentarfilm 2014, 89 min